# Temecla
Temecla là một chi bướm ngày thuộc họ Lycaenidae.